# هند، به پیش!
هند، به پیش! (به هندی: Chak De! India) یک فیلم هندی ورزشی است که در سال ۲۰۰۷ به کارگردانی شیمیت امین ساخته شده است. فیلم دربارهٔ یک بازیکن سابق هاکی به نام کبیر خان (با بازی شاهرخ خان) است که به خیانت علیه کشورش در مسابقات جهانی هاکی متهم است. او با پذیرفتن مربی‌گری تیم ملی هاکی بانوان هند تلاش می‌کند تا بیگناهی و وفاداری خود به کشورش را ثابت کند. فیلم هند، به پیش! داستان این تلاش است.